# Salvador Dubois Leiva
Salvador Dubois Leiva   (La Libertad, 16 d'agost de 1939 - Managua, 11 de juliol de 2015) fou un futbolista nicaragüenc de la dècada de 1960.
Fou internacional amb la selecció de Nicaragua. Pel que fa a clubs, destacà a F.C. Motagua.
Un cop retirat fou entrenador.